# FIA-Cup für alternative Energien
Der FIA Cup für Alternative Energien (FIA E-Rally Regularity Cup, FIA ERRC) ist eine Weltmeisterschaft der FIA für Fahrzeuge, die mit alternativen Energien angetrieben werden. Die bekannteste Veranstaltung ist die Rallye Monte Carlo für alternative Antriebe.
Der Cup besteht aus Rundstreckenrennen, Bergrennen und Rallyes. Aufgrund der unterschiedlichen Wertung in den verschiedenen Fahrzeugklassen werden Klassensieger und kein Gesamtsieger geehrt.

## Fahrzeugklassen

### FIA ERRC (2017-)
| Kategorie              | Beschreibung                |
| ---------------------- | --------------------------- |
| E-Rally Regularity Cup | Elektro-Großserienfahrzeuge |
| Solar Race             | Solarfahrzeuge              |

### FIA AEC (2007–2016)
| Kategorie      | Beschreibung                                |
| -------------- | ------------------------------------------- |
| Kategorie I    | Solarfahrzeuge und Olympia Klasse           |
| Kategorie II   | Solar- und/oder Elektro-Prototypen          |
| Kategorie IIIA | Solar- und/oder Elektro-Großserienfahrzeuge |
| Kategorie IV   | Solar- und/oder Elektro-Leichtfahrzeuge     |
| Kategorie V    | Solar- und/oder Elektro-Serienfahrzeuge     |
| Kategorie VI   | Sportwagenprototypen                        |
| Kategorie VII  | Hybridelektrokraftfahrzeuge                 |
| Kategorie VIII | Fahrzeuge für andere alternative Energien   |